# José Vicente Reinafé
José Vicente Reinafé o Reynafé (Villa Tulumba en la actual provincia de Córdoba, Virreinato del Río de la Plata, 1792 - Buenos Aires, Argentina, 1837) fue un militar argentino, caudillo federal que gobernó la provincia de Córdoba entre 1831 y 1835, y fue, con sus hermanos, responsable de la muerte de Facundo Quiroga, y posteriormente ejecutado por ello.

## Montoneras en la sierra
José Vicente Reinafé era hijo de un inmigrante irlandés que castellanizó su apellido «Queenfaith» —asimismo, era una forma anglicanizada de «Kenefick» o «Kennefeaky» de origen gaélico irlandés— en Reynafé, que más tarde por la evolución del idioma se escribiría Reinafé.
A diferencia de sus hermanos Francisco, José Antonio y Guillermo, estudió en el Real Colegio de Monserrat en la capital de la provincia.
En 1821 fue nombrado juez del departamento Tulumba, y más tarde comandante militar de ese departamento. Era el más educado y el mayor de los hermanos, pero éstos formaban un clan en el cual Francisco y Guillermo eran los militares y José Vicente y José Antonio los políticos. Tuvieron buenas relaciones con el gobernador Juan Bautista Bustos, pero no se destacaron especialmente.
En 1829 la provincia fue invadida por el general José María Paz, que derrocó y derrotó a Bustos. Los hermanos Reinafé dirigieron algunas fuerzas montoneras en su contra y apoyaron el avance de Facundo Quiroga, pero huyeron cuando este fue derrotado en la batalla de La Tablada. Guillermo y José Vicente fueron arrestados y enviados presos a Salta, desde donde escaparon a Santiago del Estero y de allí a Santa Fe, donde fueron protegidos por el gobernador Estanislao López.
Mientras Francisco y Guillermo hicieron varias campañas al norte de la provincia, para apoyar el ataque de los santafesinos a Córdoba, José Vicente se mantuvo junto a López, le permitió anudar vínculos con personajes de la provincia y le facilitó caballos.
Tras la prisión de Paz, entró a la capital de la provincia el último día de mayo de 1831, acompañando al coronel Pascual Echagüe. Dos días después renunció el gobernador Mariano Fragueiro y en su lugar fue elegido José Roque Funes, que por orden de López nombró comandante de armas de la provincia a José Vicente Reinafé. Pero Funes renunció a principios de agosto, y en su lugar fue elegido José Vicente Reinafé.

## Gobernador de Córdoba
El gobierno era ejercido por un equipo formado por los cuatro hermanos y el gobernador no hacía casi nada sin consultarlos.
Su primer decreto revocó todas las medidas y leyes del gobierno de Paz, a quien consideraba un usurpador. Devolvió a Juan Manuel de Rosas el encargo de las relaciones exteriores y de guerra de la Confederación. Con la ayuda de López, organizó la defensa del noreste de la provincia contra los malones de los indios del Chaco. Creó la primera cátedra de derecho público en la Universidad Nacional de Córdoba y fundó varias escuelas en villas y pueblos del interior de la provincia. Se hizo popular por pagar puntualmente a los maestros de toda la provincia. Curiosamente, las medidas de gobierno más positivas fueron firmadas por su hermano José Antonio en los varios períodos en que suplantó al gobernador.
Pero tuvo serios problemas económicos, que lo hicieron impopular en varios círculos. Y tuvo un serio problema con el gobernador del obispado.
En esa época, el país estaba gobernado por las influencias de Rosas, López y Quiroga. Este tenía varios problemas con López, y pensaba que tenía naturalmente derecho a dirigir el gobierno de Córdoba. Lo apoyaban los antiguos partidarios de Bustos, mientras Reinafé tuvo que aceptar en su gobierno a varios ex partidarios de Paz, entre ellos el diputado Santiago Derqui. 
Los hijos de Bustos y el coronel Juan Pablo Bulnes dirigieron una revolución, pero ésta fue rápidamente sofocada. Una segunda revolución fue dirigida por el general José Ruiz Huidobro, amigo y seguidor de Quiroga, y Francisco Reinafé la derrotó cuando ya se dirigía a derrocar al gobernador. Los Reinafé decidieron que Quiroga era su enemigo personal.

## Barranca Yaco
A fines de 1834, el gobernador de la provincia de Buenos Aires, Manuel Vicente Maza, envió a Quiroga a pacificar las provincias del norte, donde había estallado una guerra civil. Sintiéndose atacados, los hermanos decidieron defenderse. Junto a su hermano Francisco, el gobernador viajó a Santa Fe a entrevistarse con López, y aunque lo que hablaron nunca se supo, es muy improbable que hayan recibido orden de matar a Quiroga.
A su regreso, y tras una conferencia de los hermanos Reinafé, Guillermo ordenó al capitán  Santos Pérez matar a Quiroga, orden que se cumplió en Barranca Yaco en febrero de 1835.
La noticia corrió rápidamente, y el gobernador le echó la culpa al caudillo santiagueño Juan Felipe Ibarra, pero los sobrevivientes de la masacre denunciaron que el autor era Pérez. Reinafé debió renunciar a su aspiración a ser reelegido e hizo elegir en su lugar a Pedro Nolasco Rodríguez, quien ordenó realizar un juicio, que declaró rápidamente inocentes a los hermanos Reinafé. Pero Rosas ordenó que comparecieran ante un tribunal nacional en Buenos Aires. Al no recibir respuesta alguna, cortó todas las comunicaciones y el comercio de Córdoba con el apoyo de Estanislao López, que buscaba despegarse de los acontecimientos de Barranca Yaco. Unas semanas más tarde, Rodríguez debió arrestarlos, y dos meses y medio después debió renunciar, forzado por la presión de Rosas y López.
Los Reinafé habían intentado vengarse de Quiroga y ayudar a López, pero lograron todo lo contrario: el santafesino perdió el control de Córdoba y de Entre Ríos, y con ello todo su prestigio fuera de su provincia.

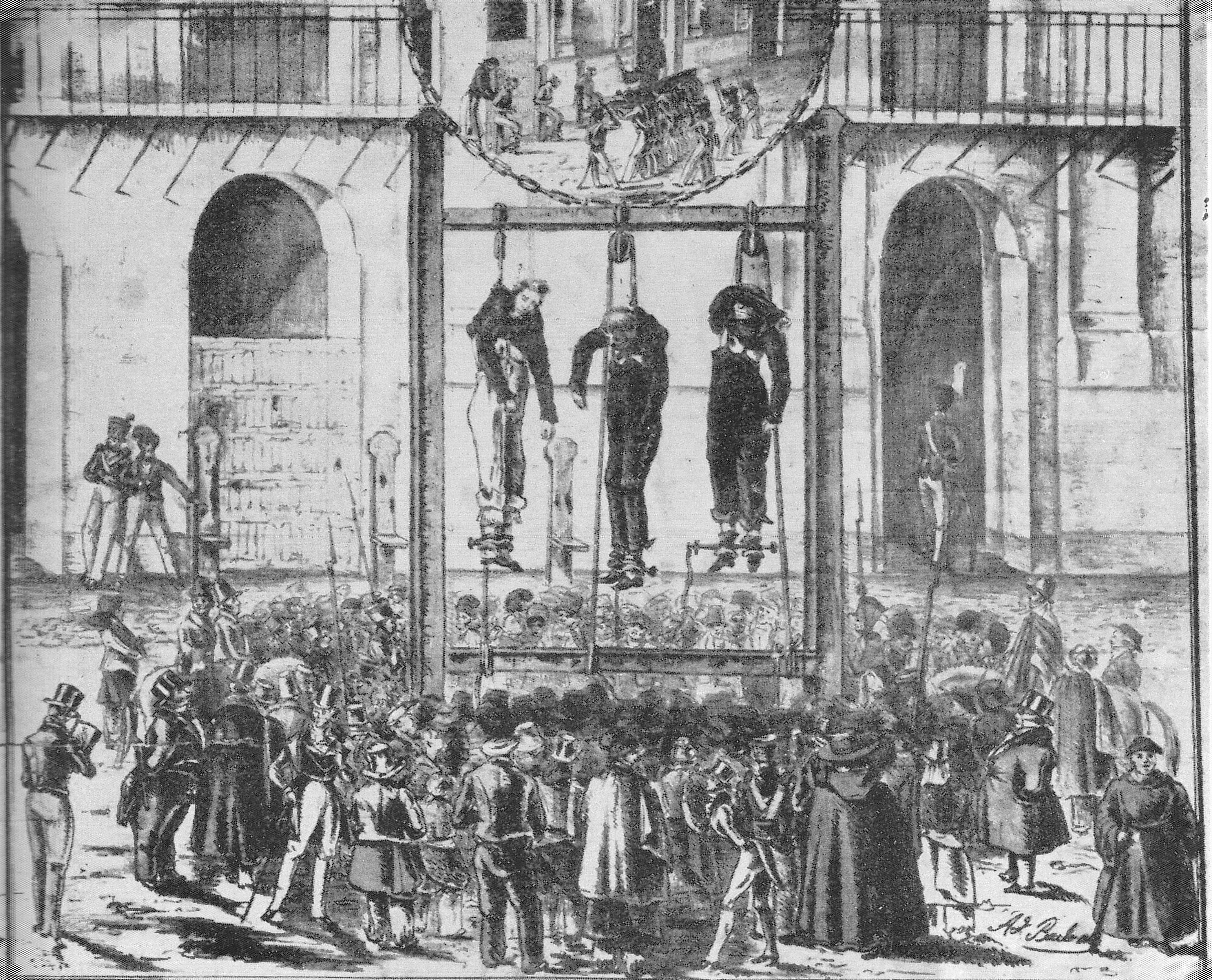
Exhibición de los cadáveres de los hermanos Reinafé y de Pérez tras el fusilamiento

Francisco Reinafé huyó al Uruguay. José Antonio intentó huir a Bolivia pero fue capturado. El exgobernador y Guillermo, junto con Santos Pérez, fueron enviados presos a Buenos Aires, donde fueron sometidos a juicio por orden de Rosas.
El juicio duró dos años; fueron condenados a muerte y sus bienes confiscados. José Antonio murió en la cárcel, pero Pérez y los dos hermanos restantes fueron fusilados el 25 de octubre de 1837. El último hermano, Francisco, murió en 1840, luchando contra el hermano y sucesor de Estanislao López, Juan Pablo López, en el mismo combate en que también murió el antecesor de don Estanislao, Mariano Vera.